# Surinam (miasto)
Surinam – miasto na Mauritiusie, w dystrykcie Savanne. Według danych szacunkowych na rok 2007 liczy 10 764 mieszkańców..